# بخش شیوهار
بخش شیوهار (به انگلیسی: Sheohar district) یک منطقهٔ مسکونی در هند است که در بخش تیرهوت واقع شده‌است. بخش شیوهار ۴۴۳٫۹۹ کیلومتر مربع مساحت و ۶۵۶٬۲۴۶ نفر جمعیت دارد.